# Herrania camargoana
Herrania camargoana là một loài thực vật có hoa trong họ Cẩm quỳ. Loài này được R.E.Schult. mô tả khoa học đầu tiên năm 1950.